# FADE OUT (漫画)
『FADE OUT』（フェイド・アウト）は、日本の漫画家であるいけだたかしの漫画。小学館の漫画雑誌『月刊サンデージェネックス』で2000年から2004年にかけて不定期で全11話が掲載された。14歳の誕生日をきっかけに幽霊族としての能力に目覚めた主人公が、人の「想い」のために奮闘する姿を描く。小学館（サンデーGXコミックス）から単行本第1巻 が2002年に出版されたが、続刊は刊行されないまま、2004年に連載が終了した。のち、2009年11月にメディアファクトリーより単行本未収録の話も収録された完全版が全2巻で同時発売された。

## あらすじ
阿賀野家の長女で南雲市立宇垣中学校2年生の阿賀野こかげは、14歳の誕生日を境に不思議な能力に目覚めた。阿賀野家は、物質界と霊界を自由に行き来できる幽霊族という半人半霊の末裔で、代々その長女には幽霊族の体質が現れてしまうのであった。誕生日をきっかけに幽霊族としての能力に目覚めたこかげは、半人半霊の体質を活かして日夜、目には見えない人の想いを受け止め、奮闘するのであった。

## 登場人物

### 主人公とその家族
阿賀野こかげ（あがのこかげ）
この物語の主人公で宇垣中学校生徒（第1話では中学2年生）。14歳の誕生日をきっかけに幽霊族の体質が現れ、父親から阿賀野家が幽霊族の末裔でその長女には幽霊族の体質が現れることを知った。以来、その能力を活かして残留思念の形で残ってしまった人々の「想い」を街にある霊木とともに霊界に昇華させる「仕事」を行うようになった。幽霊族としての能力は当初、空中浮遊ができる程度しかなかったが、幽体離脱など徐々に能力をあげるようになった。
こかげの父
名前は不明。5歳のときに母親（こかげから見た場合には祖母）が霊界から戻れなくなってしまい、父親もすでに他界していたため、田舎の叔父夫婦に引き取られた。こかげと違い霊力は無いため、母親の姿を見ることはできなかったが、5話でこかげが父親の態度に反発して霊界に入ってしまったものの祖母に諭され、物質界に戻った際に霊界との境に開いた大穴のおかげで40年ぶりに母の姿を見ることができた。
こかげの母
名前は不明。金縛りすら無縁の普通の人。幽霊族としての力に目覚めた娘のこかげの体を心配している。第9話で霊木がこかげを取り込もうとした際、身を呈して救い出した。
こかげの祖母
名前は不明。27歳のときに霊界に入ってしまい、霊力が弱いため物質界に戻れなくなってしまった。幽霊族としての力に目覚めたこかげをサポート（体質の変わりばなは不安定であるため、先祖代々、先代の長女が助ける決まりがあるため）しているが、彼女自身の霊力が弱いこともありあまり役には立っていない。霊界では基本的に年を取らないため27年前と変わらない姿である。
椎子（しいね）
400年前の先祖。幽霊族の中では完全体（あらゆる生物と交信し、物質界と霊界を自由に行き来できる）に最も近い存在。一族の子を殺された仇が住む村を焼き払ったことで200年間幽閉されていたが、こかげのことを知り、物質界に降りてきた。一族の復興を第一に考える人で、お婿候補であるトシアキの生命力を測るべくかなり無茶な「テスト」を課したが、こかげがトシアキを守るために奮闘する姿を目の当たりにしてからは、トシアキを婿としてふさわしい男に鍛えるべく母親代わり（？）として矢矧家に居候するようになった。その傍ら、こかげとトシアキが通う中学校に校医として勤務（前任の校医は犬神に憑かれたため四国巡礼をする羽目になった）している。

### 主人公の友人たち
矢矧トシアキ（やはぎ　としあき）
こかげの同級生で幼なじみ。10年前に母親がほかの男と駆け落ちをして以来、父親と2人暮らし。こかげが霊界に入り霊界から戻れなくなってしまった際、必死の頑張りで彼女を物質界に引き戻すことができた（その際に右足を骨折してしまった）。以来、こかげのお守り役（？）としてサポートするようになった。
酒匂
こかげの同級生。少女マンガが好きな兄がいる。
能代
こかげの同級生。トシアキに好意を頂いている。こかげの手引きでトシアキに告白したがふられている。
大淀
こかげの同級生。2年生のときに幅跳びと百メートル走で県の記録を出すなど中学陸上界では名の知られた存在であったが、ひざを痛めて以来、治っているにもかかわらず走ることに躊躇するようになった。しかし、こかげの想いもあって立ち直り、スポーツ特待生で高校に入学することになった。

### 椎子の友人
クエンティン・ロバート・デ・ネームランド三世
吸血鬼で通称「Qちゃん」。吸血族の末裔で江戸時代、旅の途中に椎子と知り合って以来、彼女に恋心を抱くようになった。その彼女が二百年ぶりに復活したことを知り、彼女の元に現れた。当初、トシアキに対しては下男として見下した態度を採り、彼女と親しくする態度に反発して殺そうとしたが、椎子が身を挺して守った姿をみてあきらめ、矢矧家に居候している。

### その他の人々
名取先生
こかげたちの担任。きつい性格であるが、生徒からの人気は悪くない。卒業式の日に事故で死んだクラスメイトでもある女友達の意思を継いで教師となった。こかげたちの卒業式の日に事故に遭い重態に陥ったが、同性であるが故に彼女へ恋心を伝えられぬままこの世を去り残留思念となった友達の励ましもあって生還した。
トシアキの父
10年前に妻に逃げられて以降、トシアキと2人暮らし。幽霊族である椎子と暮らすようになってからは多少のことには動じなくなっている。

## 幽霊族について
大昔に栄えていた部族で、無限の長寿を誇り、物質界と霊界を自由に行き来していた。しかし後発の人類が数を増やした結果、争いを好まない幽霊族は追い立てられ絶滅することになった。そのため、人類との混血を受け入れて力をなくした子孫が阿賀野家の先祖となった。力をなくした結果、物質界と霊界を行き来することは出来なくなっている。

## 書誌情報
小学館より全1巻、メディアファクトリーより完全版として全2巻が発売されている。
- 小学館版（サンデーGXコミックス）
第1巻（第1話 - 第5話）：2002年8月19日発売 ISBN 4091571816
- メディアファクトリー版（MFコミックス アライブシリーズ）
第1巻（第1話 - 第5話）：2009年11月30日初版第一刷発行（2009年11月21日発売）ISBN 9784840129428
第2巻（第1話 - 第11話）：2009年11月30日初版第一刷発行（2009年11月21日発売）ISBN 9784840129435